# Масса-Мартана
Ма́сса-Марта́на (итал. Massa Martana) — коммуна в Италии, располагается в регионе Умбрия, подчиняется административному центру Перуджа.
Население составляет 3537 человек, плотность населения составляет 45 чел./км². Занимает площадь 78 км². Почтовый индекс — 6056. Телефонный код — 075.
Покровителем коммуны почитается святой Феликс из Масса-Мартана, празднование 31 октября.